# Mullvadsklokrypare
Mullvadsklokrypare (Syarinus strandi) är en spindeldjursart som först beskrevs av Edvard Ellingsen 1901.  Mullvadsklokrypare ingår i släktet Syarinus och familjen spinnklokrypare. Arten har ej påträffats i Sverige. Inga underarter finns listade i Catalogue of Life.